# Ofenpas
De Ofenpas (Reto-Romaans: Pass dal Fuorn) is gelegen in het oosten van het Zwitserse kanton Graubünden en vormt de verbinding tussen het Engadindal en het Val Müstair.
Voor een groot deel van de pasweg bevindt zich aan westelijke zijde het Zwitsers Nationaal Park. Vanuit Zernez gaat de brede weg matig stijgend door het onbewoonde dal van de rivier de Spöl. Bij Punt la Drossa vertakt de weg naar rechts af voor de Munt la Scheratunnel (smal en 3,4 km lang), die de verbinding vormt met het Italiaanse Livigno. De weg voert verder omhoog door de arvenbossen van het Nationale Park. Twee kilometer vóór de pashoogte staat het Hotel Parc Nazional, dat ooit een ijzersmelterij was.
Het bergzadel van de Ofenpas ligt onder de boomgrens. Op het hoogste punt staat het berghotel Süson Givè; het uitzicht vanaf hier op het Val Müstair is goed. De Ofenpas is een beginpunt voor wandelingen. De afdaling verloopt gemakkelijk over de goede weg en al na zes kilometer is het eerste dorp Tschierv bereikt. Bij Santa Maria Val Müstair vangt de route aan naar een andere pas: de Umbrailpas.